# 薩勒格爾
薩勒格爾是土耳其的城鎮，由馬尼薩省負責管轄，位於該國西南部，面積357平方公里，海拔高度194米，受地中海氣候影響，2011年人口13,758。

## 外部連結
- District governor's official website （页面存档备份，存于） （土耳其文）
- District municipality's official website （页面存档备份，存于） （土耳其文）
- Road map of Sarıgöl and environs
- Various images of Sarıgöl （页面存档备份，存于）

38°14′25″N 28°41′56″E / 38.24028°N 28.69889°E